# Ердінг
Ердінг — місто в Німеччині, адміністративний центр однойменного району, підпорядкований адміністративному округу Верхня Баварія, землі Баварія.

## Розташування
Ердінг розташований на території землі Баварія, всього за 31 км від Мюнхена та у 32 км від Ландсгуту. Ердінґ знаходиться на березі двох річок — Фульбах і Земпт (притоки річки Ізар), які сходяться трохи південніше міста.

## Населення
Населення Ердінга становить 36 455 ос. (станом на 31 грудня 2020).

## Клімат
Клімат Ердінга морський і практично не відрізняється від клімату Баварії в цілому. Літо з температурою повітря, яка доходить до + 30 °С, можна назвати досить спекотним. Зими ж тут дуже м'які і теплі. Мінімальна зимова температура становить −5 °C. Клімат баварського Ердінґа характеризується цілком помірними опадами.

## Історія
Назва міста в документах згадується у 1230 році, коли він слугував резиденцією герцога Людвіґа Баварського. Під час Тридцятирічної війни Ердінг був двічі пограбований і спалений шведами. Голод і епідемія чуми забрали життя тисячі осіб. Наполеонівські війни також залишили свій слід на обличчі міста.

## Економіка та інфраструктура
Сучасний Ердінґ відіграє найважливішу роль в питанні економічного розвитку регіону. Це найбільший транспортний і торговий вузол, виробник програмного забезпечення та електроніки. У Ердінзі також функціонують підприємства харчової та хімічної промисловості. Тут розташований ряд науково дослідних інститутів.

## Рекреація
Ердінг має славу бальнеологічного курорту. Термальні ванни, спа-центр, сауни і басейни цього міста пропонують своїм гостям релаксацію і відновлення, тому це місце таке популярне серед туристів. Терме Ердінг — найбільший термальний курорт Європи.
Історичну цінність представляють такі пам'ятки Ердінга, як Парафіяльна церква Святого Йоганна, що розташована на площі Шаранненплац, побудована в готичному стилі, лютеранська церква Христа, Паломницька церква Святої крові, Ландсхутська брама (її ще називають Прекрасною вежею).
У Ердінгу проводяться щорічно — свято органу та джазовий фестиваль.

## Відомі уродженці
- Вітус Айхер — німецький футболіст, гравець клубу «Мюнхен 1860».
- Сара Нуру — німецька фотомодель амхарського походження.
- Фелікс Шюц — німецький хокеїст, центральний/лівий нападник. Виступає за «Авангард» (Омськ) у КХЛ.
- Дітер Бреннінґер — колишній німецький футболіст, нападник.

## Світлини

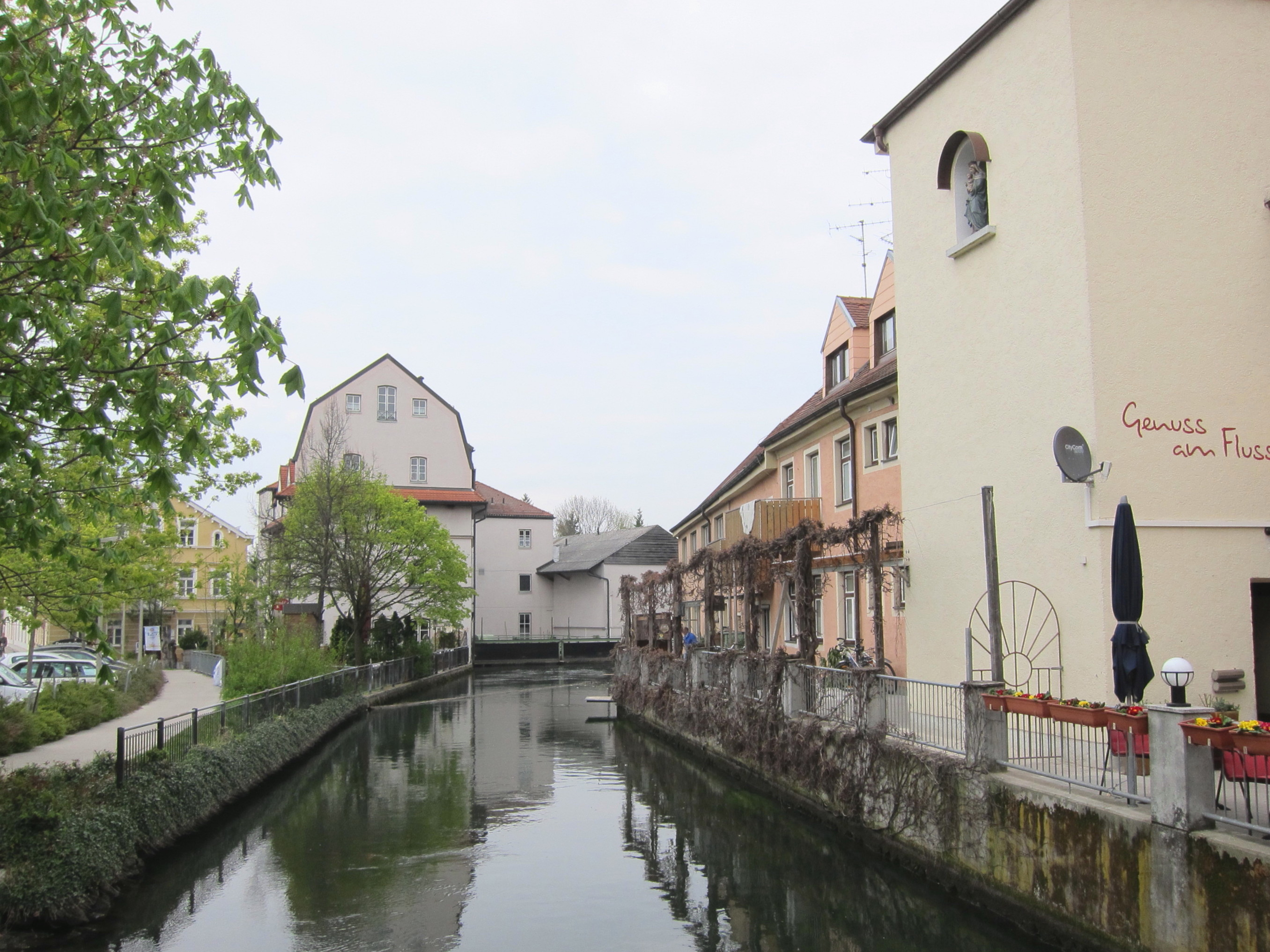
Річка Земпт
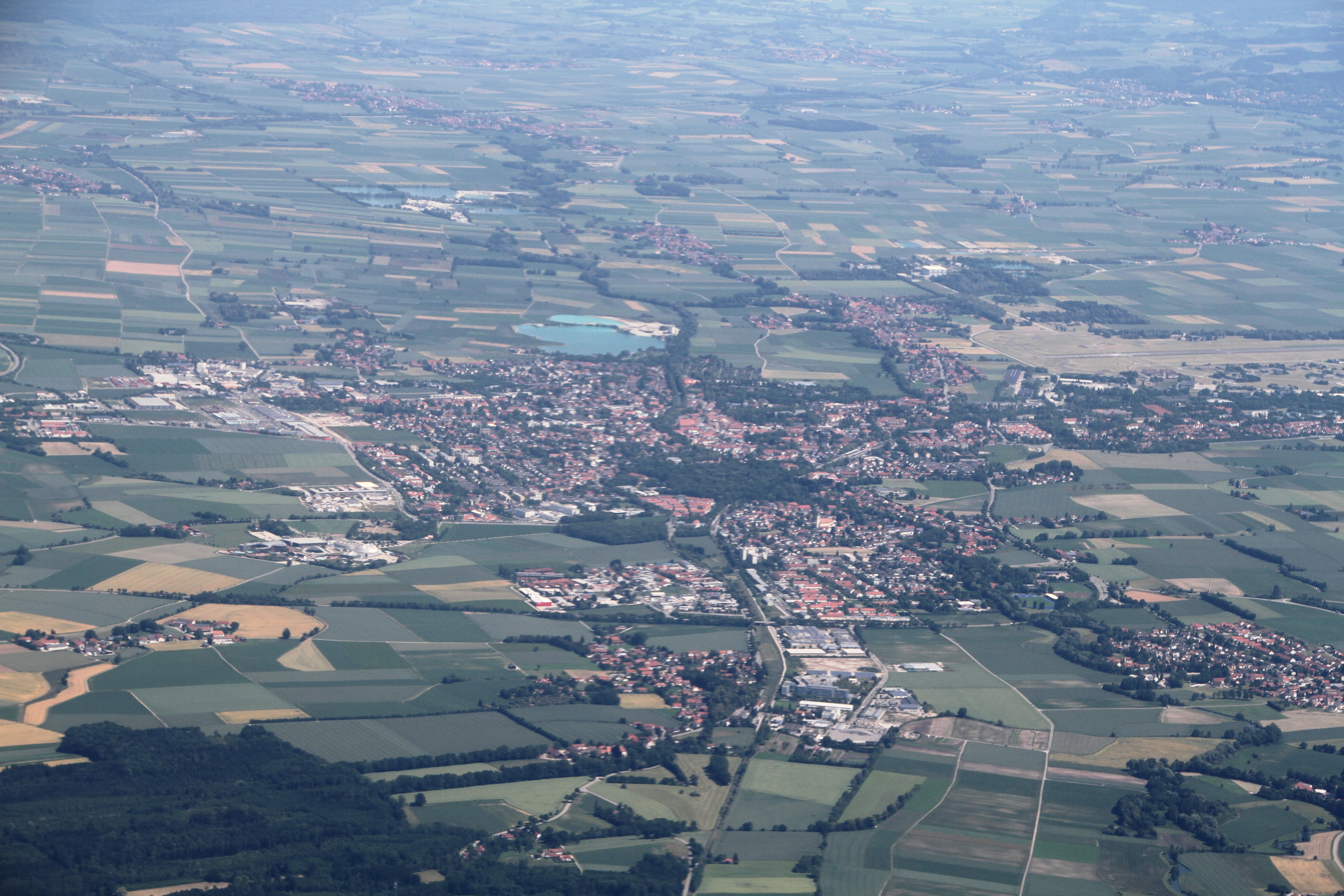
Вигляд з повітря
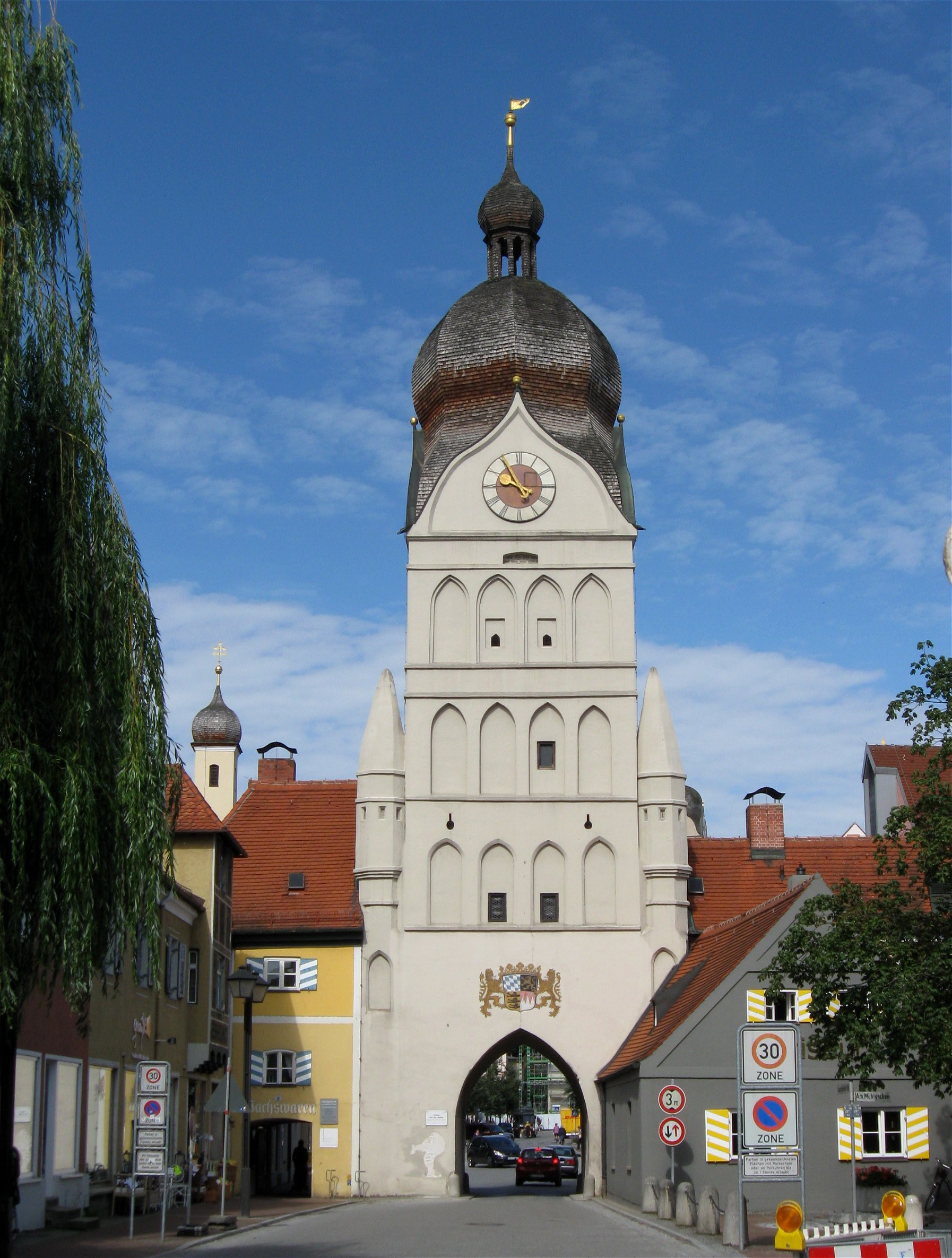
Ландсхутська брама
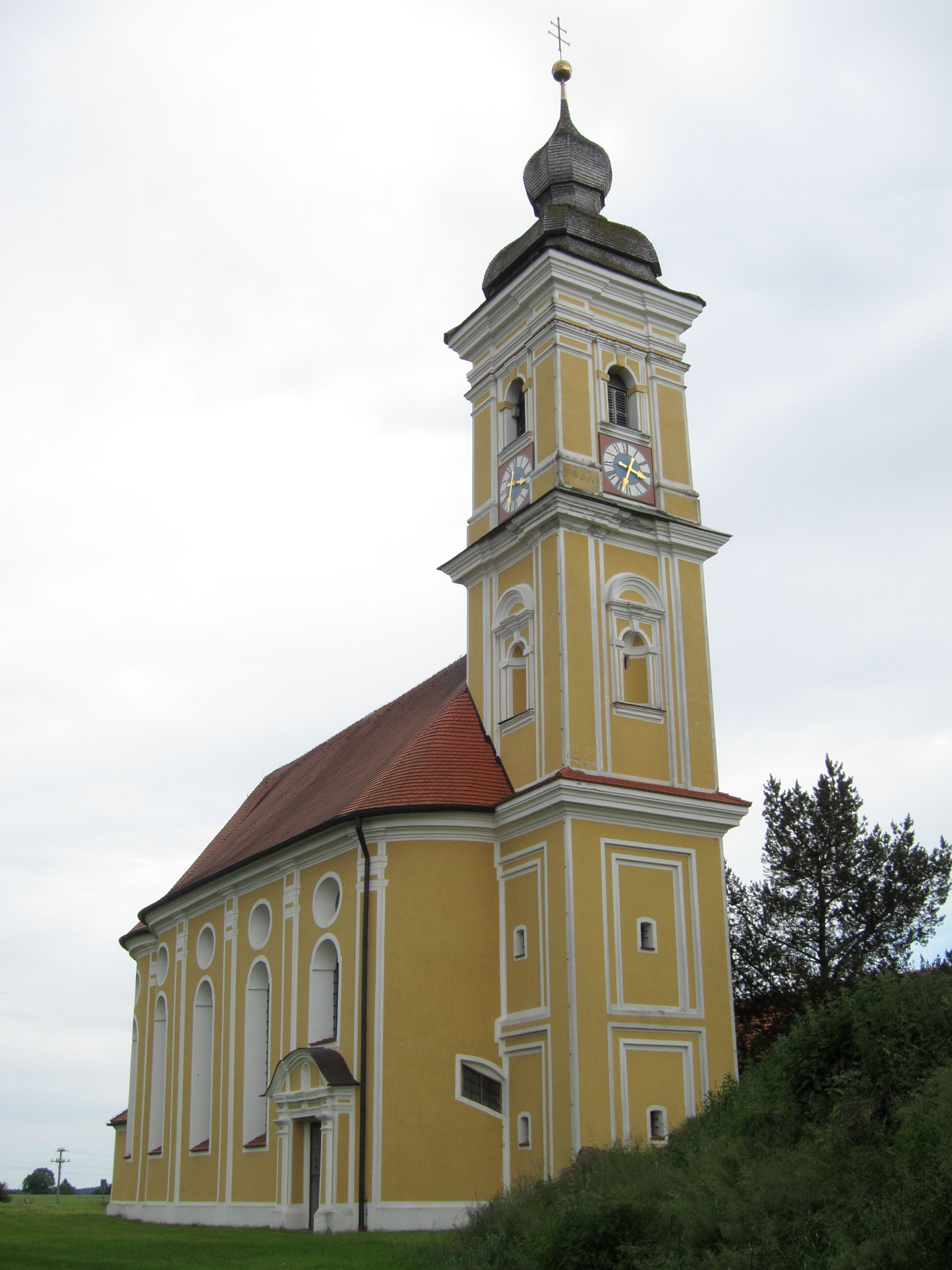
Костел Св. Віта
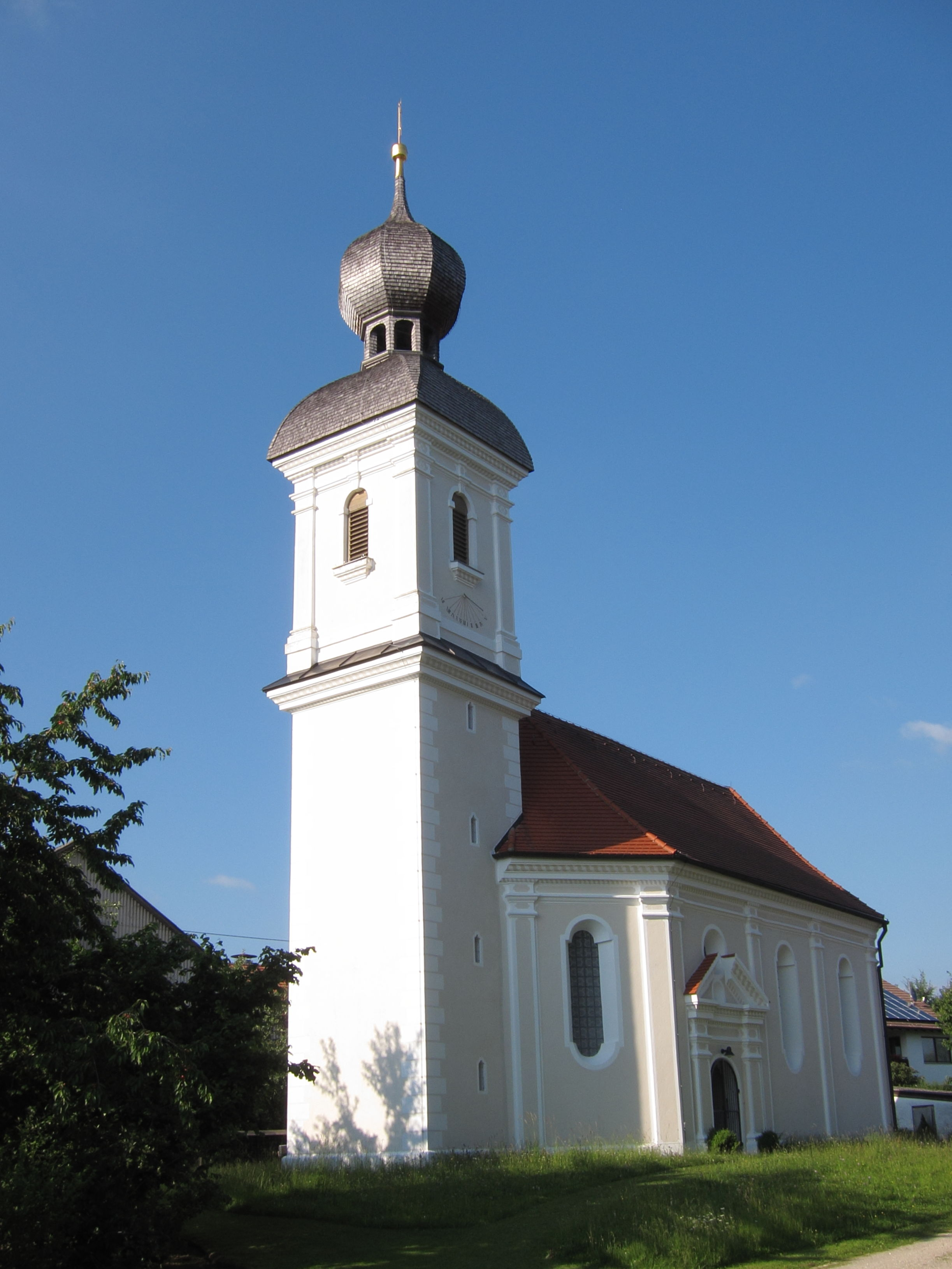
Костел Святого Мартіна
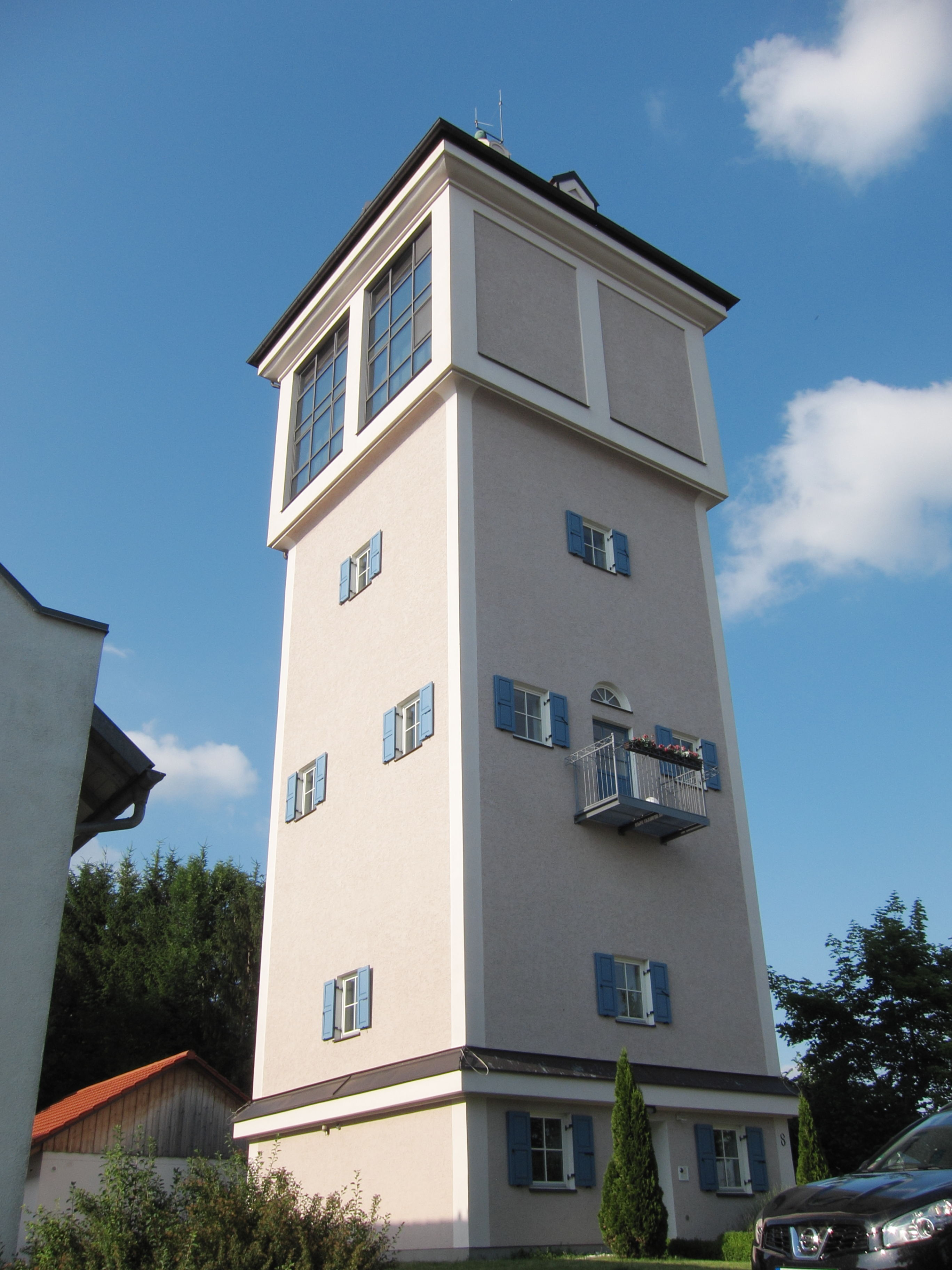
Пожежна вежа